# دختر سر راهی
دختر سر راهی فیلمی به کارگردانی معزدیوان فکری محصول سال ۱۳۳۲ است.

## خلاصه داستان
دختر جوانی پس از اینکه پدرش را از دست می‌دهد تنها و سرگردان می‌شود. پس از سال‌ها در جریان حادثه‌ای گزارش به خانه‌ای می‌افتد که در آن ناپدری و برادرش زندگی می‌کنند. ناپدری و برادر شیفتهٔ او می‌شوند ولی دختر خود متمایل به جوان دیگری است. ناپدری وقتی موفق به جلب توجه دختر نمی‌شود قصد تجاوز به دختر را می‌کند. اما حقیقت آشکار شده و دختر با مرد محبوب خود ازدواج می‌کند و پس از سال‌ها زندگی آرامی به دست می‌آورد.